# Нико Яхиел
Нико Моис Яхиел (или Нисим Мойсей Яхиел) е български социолог, академик и политик от БКП. В продължение на три десетилетия е политически съветник на Тодор Живков.

## Биография
Роден е на 29 юли 1919 г. в Русе в еврейско семейство. Членува в РМС от 1941 г., а в БКП от 1944 г.
След 9 септември 1944 г. се включва във войната срещу Германия като доброволец в трети гвардейски полк. След края на войната работи в РМС и ДСНМ. Секретар е на различни районни комитет в София и член на Градския комитет на РМС в София. От 1948 до 1949 г. е инструктор и член на Бюрото на четвърти районен комитет на БКП. През 1949 г. завършва Партийната школа при ЦК на БКП. Същата година започва работа в апарата на ЦК на БКП. В края на 1950 година Яхиел става първият технически сътрудник на новоизбрания секретар на Централния комитет Тодор Живков и през следващите десетилетия е основен член на неговия личен кабинет. Кабинетът, състоящ се от 4 – 5 души, няма формална роля в политическата йерархия, но подпомага Тодор Живков в ежедневната му работа, като по този начин има значителен принос към неговите решения.От 1971 до 1976 г. е кандидат-член на ЦК на БКП, а от 1976 до 1990 г. и член на ЦК на БКП.  През 1988 г. неочаквано е пенсиониран след донос от съветското разузнаване, че е френски шпионин. Живков се опитва да го успокои, че "пенсионирането е естествен процес, тази година ти - догодина аз", без да осъзнава иронията в тези думи.
Бил е главен редактор на сп. „Социологически проблеми“. От 1982 до 1988 г. е председател на Българската социологическа асоциация. Освен това е бил председател на Националната комисия по социални науки при Президиума на БАН.
Умира през 2001 г.

## Отличия и награди
Носител на орден „Георги Димитров“.